# Håcksviks distrikt
Håcksviks distrikt är ett distrikt i Svenljunga kommun och Västra Götalands län. 
Distriktet ligger söder om Svenljunga. 

## Tidigare administrativ tillhörighet
Distriktet inrättades 2016 och utgörs av socknen Håcksvik i Svenljunga kommun.
Området motsvarar den omfattning Håcksviks församling hade vid årsskiftet 1999/2000.